# Coral Amiga
Coral Amiga é uma atriz britânica, nascida em Londres, Inglaterra. É mais conhecida por sua atuação na série de televisão Rome. Depois de frequentar The American School in London (ver), ela passou a receber um diploma de bacharelado na Universidade de Nova Iorque.

## Filmografia
| Ano  | Filme             | Papel     | Notas                         |
| ---- | ----------------- | --------- | ----------------------------- |
| 2005 | Rome              | Vorena    |                               |
| 2007 | Rome              | Vorena    |                               |
| 2009 | The Sexton's Wife | Elizabeth | curta-metragem de Marco Piana |
| 2012 | Dead Europe       | Yvette    |                               |
| 2013 | Southcliffe       | Mattie    |                               |